# Bundestagswahlkreis Norder- und Süderdithmarschen
Der Wahlkreis Norder- und Süderdithmarschen war ein Bundestagswahlkreis in Schleswig-Holstein und umfasste zuletzt das Gebiet des Kreises Norderdithmarschen und des Kreises Süderdithmarschen ohne die Gemeinden Averlak, Behmhusen, Blangenmoor-Lehe, Brunsbüttel, Brunsbüttelkoog, Dingen, Eddelak, Mühlenstraßen, Osterbelmhusen, Ostermoor, Westerbelmhusen und Westerbüttel. Außerdem gehörten zum Wahlkreis die zum damaligen Kreis Schleswig gehörigen Gemeinden Alt Bennebek, Bargen, Bergenhusen, Börm, Dörpstedt, Drage, Erfde, Friedrichstadt, Klein Bennebek, Meggerdorf, Norderstapel, Seeth, Süderstapel, Tetenhusen, Tielen und Wohlde.

## Geschichte
Der Wahlkreis Norder- und Süderdithmarschen hatte die Wahlkreisnummer 4. Das Gebiet des Wahlkreises bestand für die Bundestagswahlen 1949 bis 1961 unverändert. Die oben genannten Gemeinden des Kreises Süderdithmarschen gehörten zum damaligen Wahlkreis Steinburg Vor der Bundestagswahl 1965 wurde der Wahlkreis aufgeteilt. Das Gebiet des Kreises Norderdithmarschen ging an den Wahlkreis Husum und das Gebiet des Kreises Süderdithmarschen an den Wahlkreis Steinburg – Süderdithmarschen.

## Abgeordnete
Direkt gewählte Abgeordnete des Wahlkreises Norder- und Süderdithmarschen waren
| Jahr | Name            | Partei | Anteil der Erststimmen |
| ---- | --------------- | ------ | ---------------------- |
| 1961 | Hermann Glüsing | CDU    | 50,7 %                 |
| 1957 | Hermann Glüsing | CDU    | 54,9 %                 |
| 1953 | Hermann Glüsing | CDU    | 53,2 %                 |
| 1949 | Hermann Glüsing | CDU    | 32,7 %                 |